# Stazione di Perugia Capitini
Stazione di Perugia Capitini vasútállomás Olaszországban, Umbria régióban, Perugia településen.

## Vasútvonalak
Az állomást az alábbi vasútvonalak érintik:
- Foligno-Terontola-vasútvonal

## Kapcsolódó állomások
A vasútállomáshoz az alábbi állomások vannak a legközelebb: 
- Stazione di Perugia Silvestrini
- Stazione di Perugia Università